# Cenicientos
Cenicientos è un comune spagnolo di 1 805 abitanti situato nella comunità autonoma di Madrid.